# Любовка (Донецкая область)
Любовка (укр. Любівка) — село на Украине, находится в Волновахском районе Донецкой области. Находится под контролем самопровозглашённой Донецкой Народной Республики.

## География

#### Соседние населённые пункты по странам света
С: —
СЗ: Доля, Луганское
СВ: Андреевка, Марьяновка
З: Молодёжное, Малиновое, Петровское, Оленовка, Новониколаевка
В: Червоное, Новосёловка, Обильное
ЮЗ: город Докучаевск
ЮВ: Новобешево
Ю: Коммунаровка

## Население
Население по переписи 2001 года составляет 537 человек.

## Общие сведения
Код КОАТУУ — 1421583801. Почтовый индекс — 85712. Телефонный код — 6244.

## Адрес местного совета
85712, Донецкая область, Волновахский р-н, с. Любовка, ул.Гагарина, д.66